# 祝圣寺 (鸡足山)
鸡足山祝圣寺，又称护国祝圣禅寺，位于云南大理白族自治州宾川县鸡足山上。为汉族地区佛教全国重点寺院之一。

## 历史沿革
鸡足山祝圣寺始建于明嘉靖年间，原名迎祥寺，又名钵盂庵，后逐渐衰败。清朝名僧虚云和尚在原址重建，光绪皇帝、慈禧太后赐名为“护国祝圣禅寺”。现存建筑为清光绪三十三年（公元1907年）后重建。。

## 建筑风格
祝圣寺保存了明清禅宗寺庙建筑的格局，中轴线上依次为照壁、天王殿、大雄宝殿、藏经楼。其他左右对称，山门分列照壁的两侧，照壁前有月牙池，池上有石桥，桥上建有八角亭。大雄宝殿为重檐歇山顶式，左右两侧为禅堂、斋堂，后为三层藏经楼，方丈室、珍宝馆分列两侧。
此外，祝圣寺存有孙中山题“饮光俨然”、梁启超题“灵岳重辉”和赵朴初题“大雄宝殿”三块贴金匾额，画家徐悲鸿也到鸡足山游览，留下《奔马》、《鸡、竹、山》等画卷。祝圣寺还存在虚云法师的雕像。

## 佛事活动
2007年6月13日，大理鸡足山祝圣寺举行百年庆典活动。

## 图片
- 大殿
- 鼓楼
- 大殿飞檐